# Olympische Jugend-Sommerspiele 2014/Judo
| Judo bei den II. Olympischen Jugend-Sommerspielen | Judo bei den II. Olympischen Jugend-Sommerspielen |
| Olympische Ringe · Judo                           | Olympische Ringe · Judo                           |
| Informationen                                     | Informationen                                     |
| ------------------------------------------------- | ------------------------------------------------- |
| Teilnehmer:                                       | 104 Athleten                                      |
| Datum:                                            | 17. August–21. August                             |
| Austragungsort:                                   | Longjiang Gymnasium                               |
| Wettkampfort:                                     | Nanjing                                           |
| Entscheidungen:                                   | 9                                                 |
| ← Singapur 2010                                   | Buenos Aires 2018 →                               |
| Olympische Ringe                                  | Judo                                              |

| Olympische Jugend-Sommerspiele 2014 (Medaillenspiegel Judo) | Olympische Jugend-Sommerspiele 2014 (Medaillenspiegel Judo) | Olympische Jugend-Sommerspiele 2014 (Medaillenspiegel Judo) | Olympische Jugend-Sommerspiele 2014 (Medaillenspiegel Judo) | Olympische Jugend-Sommerspiele 2014 (Medaillenspiegel Judo) | Olympische Jugend-Sommerspiele 2014 (Medaillenspiegel Judo) |
| Platz                                                       | Mannschaft                                                  | Goldmedaillen                                               | Silbermedaillen                                             | Bronzemedaillen                                             | Gesamt                                                      |
| ----------------------------------------------------------- | ----------------------------------------------------------- | ----------------------------------------------------------- | ----------------------------------------------------------- | ----------------------------------------------------------- | ----------------------------------------------------------- |
| 01                                                          | Gemischte Mannschaft                                        | 1                                                           | 1                                                           | 2                                                           | 4                                                           |
| 02                                                          | Japan                                                       | 1                                                           | —                                                           | 1                                                           | 2                                                           |
| 0                                                           | Russland                                                    | 1                                                           | —                                                           | 1                                                           | 2                                                           |
| 0                                                           | Türkei                                                      | 1                                                           | —                                                           | 1                                                           | 2                                                           |
| 05                                                          | Brasilien                                                   | 1                                                           | —                                                           | —                                                           | 1                                                           |
| 0                                                           | Iran                                                        | 1                                                           | —                                                           | —                                                           | 1                                                           |
| 0                                                           | Kasachstan                                                  | 1                                                           | —                                                           | —                                                           | 1                                                           |
| 0                                                           | Kroatien                                                    | 1                                                           | —                                                           | —                                                           | 1                                                           |
| 0                                                           | Ungarn                                                      | 1                                                           | —                                                           | —                                                           | 1                                                           |
| 10                                                          | Aserbaidschan                                               | —                                                           | 2                                                           | —                                                           | 2                                                           |
| 11                                                          | Bosnien und Herzegowina                                     | —                                                           | 1                                                           | —                                                           | 1                                                           |
| 0                                                           | Bulgarien                                                   | —                                                           | 1                                                           | —                                                           | 1                                                           |
| 0                                                           | Georgien                                                    | —                                                           | 1                                                           | —                                                           | 1                                                           |
| 0                                                           | Kirgisistan                                                 | —                                                           | 1                                                           | —                                                           | 1                                                           |
| 0                                                           | Rumänien                                                    | —                                                           | 1                                                           | —                                                           | 1                                                           |
| 0                                                           | Ukraine                                                     | —                                                           | 1                                                           | —                                                           | 1                                                           |
| 17                                                          | Deutschland                                                 | —                                                           | —                                                           | 2                                                           | 2                                                           |
| 18                                                          | Belgien                                                     | —                                                           | —                                                           | 1                                                           | 1                                                           |
| 0                                                           | Volksrepublik China                                         | —                                                           | —                                                           | 1                                                           | 1                                                           |
| 0                                                           | Kuba                                                        | —                                                           | —                                                           | 1                                                           | 1                                                           |
| 0                                                           | Niederlande                                                 | —                                                           | —                                                           | 1                                                           | 1                                                           |
| 0                                                           | Österreich                                                  | —                                                           | —                                                           | 1                                                           | 1                                                           |
| 0                                                           | Slowenien                                                   | —                                                           | —                                                           | 1                                                           | 1                                                           |
| 0                                                           | Spanien                                                     | —                                                           | —                                                           | 1                                                           | 1                                                           |
| 0                                                           | Südkorea                                                    | —                                                           | —                                                           | 1                                                           | 1                                                           |
| 0                                                           | Usbekistan                                                  | —                                                           | —                                                           | 1                                                           | 1                                                           |
| 0                                                           | Venezuela                                                   | —                                                           | —                                                           | 1                                                           | 1                                                           |

Bei den Olympischen Jugend-Sommerspielen 2014 in der chinesischen Metropole Nanjing wurden neun Wettbewerbe im Judo ausgetragen.
Die Kämpfe fanden vom 17. bis zum 21. August im Longjiang Gymnasium statt.

## Jungen

### Bis 55 kg
| Platz | Land | Athlet                 |
| ----- | ---- | ---------------------- |
| 1     | KAZ  | Bauyrzhan Zhausyntayev |
| 2     | AZE  | Natig Gurbanli         |
| 3     | BEL  | Jorre Verstraeten      |
| 3     | TUR  | Oguzhan Karaca         |

Die Wettkämpfe fanden am 17. August statt.

### Bis 66 kg
| Platz | Land | Athlet           |
| ----- | ---- | ---------------- |
| 1     | JPN  | Hifumi Abe       |
| 2     | UKR  | Bohdan Jadow     |
| 3     | UZB  | Sukhrob Tursunov |
| 3     | CHN  | Wu Zhiqiang      |

Die Wettkämpfe fanden am 17. August statt.

### Bis 81 kg
| Platz | Land | Athlet                |
| ----- | ---- | --------------------- |
| 1     | RUS  | Michail Igolnikow     |
| 2     | GEO  | Tamazi Kirakozashvili |
| 3     | NED  | Frank de Wit          |
| 3     | CUB  | Iván Felipe Silva     |

Die Wettkämpfe fanden am 18. August statt.
 Marko Bubanja schied im Viertelfinale aus.
 Felix Penning schied in der 4. Runde (Hoffnungsrunde) aus.

### Bis 100 kg
| Platz | Land | Athlet              |
| ----- | ---- | ------------------- |
| 1     | IRI  | Ramin Safaviyeh     |
| 2     | KGZ  | Rostislav Dashkov   |
| 3     | GER  | Domenik Schönefeldt |

Die Wettkämpfe fanden am 19. August statt.

## Mädchen

### Bis 44 kg
| Platz | Land | Athlet                 |
| ----- | ---- | ---------------------- |
| 1     | TUR  | Melisa Cakmakli        |
| 2     | AZE  | Leyla Aliyeva          |
| 3     | RUS  | Anastassija Turtschewa |
| 3     | JPN  | Honoka Yamauchi        |

Die Wettkämpfe fanden am 17. August statt.

### Bis 52 kg
| Platz | Land | Athlet           |
| ----- | ---- | ---------------- |
| 1     | BRA  | Layana Colman    |
| 2     | BUL  | Betina Temelkova |
| 3     | SLO  | Maruša Štangar   |
| 3     | KOR  | Lee Hye-kyeong   |

Die Wettkämpfe fanden am 18. August statt.

### Bis 63 kg
| Platz | Land | Athlet                 |
| ----- | ---- | ---------------------- |
| 1     | HUN  | Szabina Gercsak        |
| 2     | ROU  | Stefania Adelina Dobre |
| 3     | GER  | Jennifer Schwille      |
| 3     | AUT  | Michaela Polleres      |

Die Wettkämpfe fanden am 18. August statt.

### Bis 78 kg
| Platz | Land | Athlet               |
| ----- | ---- | -------------------- |
| 1     | CRO  | Brigita Matic        |
| 2     | BIH  | Aleksandra Samardžić |
| 3     | ESP  | Sara Rodríguez       |
| 3     | VEN  | Elvismar Rodríguez   |

Die Wettkämpfe fanden am 19. August statt.

## Gemischte Mannschaft
| Platz | Mannschaft    | Athleten (Gewichtsklasse) |
| ----- | ------------- | --- |
| 1     | Team Rouge    | Ayelen Elizeche ( ARG, bis 52 kg) Maria Siderot ( POR, bis 52 kg) Ivana Sunjevic ( MNE, bis 63 kg) Wan Yu-Jyun ( TWN, bis 78 kg) Adrian Gandia ( PUR, bis 66 kg) Sukhrob Tursunov ( UZB, bis 66 kg) Michail Igolnikow ( RUS, bis 81 kg)           |
| 2     | Team Geesink  | Anastassija Turtschewa ( RUS, bis 44 kg) Layana Colman ( BRA, bis 52 kg) Lisa Mullenberg ( NED, bis 63 kg) Morgane Duchene ( FRA, bis 78 kg) Dsmitryj Minkou ( BLR, bis 66 kg) Ryu Seunghwan ( KOR, bis 66 kg) Nemanja Majdov ( SRB, bis 81 kg)   |
| 3     | Team Xian     | Brillith Gamarra Carbajal ( PER, bis 52 kg) Marusa Stangar ( SLO, bis 52 kg) Chiara Carminucci ( ITA, bis 63 kg) Naomi de Bruine ( AUS, bis 78 kg) Hifumi Abe ( JPN, bis 66 kg) Jolan Florimont ( FRA, bis 66 kg) Felix Penning ( LUX, bis 81 kg) |
| 3     | Team Douillet | Lee Hye-kyeong ( KOR, bis 52 kg) Liudmyla Drozdova ( UKR, bis 63 kg) Brigita Matic ( CRO, bis 78 kg) Adonis Diaz ( USA, bis 66 kg) Peter Miles ( GBR, bis 66 kg) Marko Bubanja ( AUT, bis 81 kg) Gustavo Basile ( ARG, bis 100 kg)                |

Die Wettkämpfe fanden am 21. August statt.
 Michaela Polleres (bis 63 kg) und  Domenik Schönefeldt (bis 100 kg) schieden mit dem  Team Berghmans im Viertelfinale aus.
 Jennifer Schwille (bis 63 kg) schied mit dem  Team Kerr im Achtelfinale aus.